# Andrea Belluzzi
Andrea Belluzzi (n. Ciudad de San Marino, 23 de marzo de 1968) es un político, abogado, notario y piloto de automovilismo sanmarinense. Empezó a trabajar en 1998 y durante todos estos años ha ejercido en numerosas instituciones bancarias.
Pertenece al Partido de los Socialistas y Demócratas, con el que fue elegido miembro del Consejo Grande y General de San Marino y como Capitán Regente entre el 1 de abril y octubre de 2015. 
Como piloto de carreras, cabe destacar que ha sido tres veces campeón de la Ferrari Challenge y subcampeón en dos ocasiones.

## Carrera administrativa
En el año 1998 comenzó a trabajar como abogado y notario.
Desde el 2000 hasta el 2001 fue uno de los auditores del Banco Central de la República de San Marino (BCSM).
Luego desde el 2002 hasta el 2008 perteneció al Consejo de Administración de la Fundación Caja de Ahorros de la República de San Marino y también desde el 2006 al 2008 estuvo en el Consejo de Administración de la compañía italiana de servicios públicos de electricidad en la ciudad de Bolonia, "Hera Energie S.R.L." y en la agencia de marketing "S.a. Ge.fin.".
Posteriormente pasó a ser consejero general de la Junta en la Banca del Titano, siendo designado por el Banco Central de San Marino. También se trasladó durante un año a Croacia para ser miembro del Comité de Supervisión de la Banka Kovanica d.d., en la ciudad de Varaždin.

## Carrera política
Inició su carrera política en el año 2007, cuando empezó a militar en el Partido de los Socialistas y Demócratas (PSD).
En el 2012 tras las Elecciones Generales fue elegido como miembro del Consejo Grande y General de San Marino y dentro de este parlamento ha pasado a formar parte de la Comisión Parlamentaria de Asuntos Exteriores, Emigración, Inmigración, Seguridad, Orden Público e Información; del Comité Financiero, de Hacienda, Presupuestos y Planificación; del de Artesanía, Industria del Comercio, Turismo, Servicios, Transportes, Telecomunicaciones, Empleo y Cooperación; y de la delegación de diputados sanmarinenses pertenecientes a la organismo internacional, Unión Interparlamentaria (UIP).
El 1 de abril de 2015 junto al político Roberto Venturini fue elegido como nuevo Capitán Regente de San Marino ("Jefe de Estado"), en sucesión de Gianfranco Terenzi y Guerrino Zanotti.
Luego tras finalizar el periodo de gobierno de medio año, el día 1 de octubre de ese mismo año fueron sucedidos por Nicola Renzi y Lorella Stefanelli.

## Automovilismo
Además de su labor tanto política como administrativa, también es piloto de automovilismo profesional.
De 1990 a 2001 fue piloto, inspector e instructor para la formación y conducción segura en la BMW Italia.
En las temporadas de 2001, 2006 y 2010 fue campeón del campeonato internacional Ferrari Challenge ("Desafió Ferrari").
Y en las temporadas del 2000 y 2003 fue subcampeón de esta competición.
Es miembro de la institución deportiva, "Panathlon Club San Marino" y asesor para numerosos conductores profesionales y equipos de automóviles y motocicletas. 
También desde 2001 a 2004 fue Vicepresidente del Automóvil Club de San Marino.
Desde 2005 a 2008 fue director de la Federación Nacional de Automovilismo de la República de San Marino (FAMS) y posteriormente desde 2009 a 2012 fue Secretario General de esta misma institución.

## Vida privada
- Andrea Belluzzi nació en la Ciudad-Capital de San Marino, el día 23 de marzo de 1968.
- Él es Licenciado en Derecho y tas finalizar su formación universitaria, comenzó a trabajar en 1998 como abogado y notario; además de poseer una larga experiencia profesional en el mundo de la banca y en el empresarial.
- A día de hoy, está casado y tiene un hijo llamado George; junto a su familia vive en la capital.

## Condecoración y títulos
| Distinción                                                    | Período                  | Lugar                | Otorgado por |
| Caballero de la Gran Cruz de la Orden de San Carlos de Mónaco | 16 de septiembre de 2015 | Principado de Mónaco | Alberto II   |

| Años | 2001 | 2006 | 2010 |

| Predecesor: Gianfranco Terenzi Guerrino Zanotti | Capitán Regente de San Marino Junto a Roberto Venturini Desde abril a octubre de 2015 | Sucesor: Nicola Renzi Lorella Stefanelli |